# Premio Nacional de Novela (Colombia)
El Premio Nacional de Novela es un galardón, creado en 2014, que premia la mejor novela publicada en Colombia y que el Ministerio de Cultura de esta nación concede cada dos años, alternándose con el Premio Nacional de Poesía.

## Premiados
| Año  | Premiado                | Origen                          | Libro ganador           | Finalistas | Jurados                                                                      |
| ---- | ----------------------- | ------------------------------- | ----------------------- | --- | ---------------------------------------------------------------------------- |
| 2014 | Evelio Rosero           | Bogotá, D. C. / Nariño          | La carroza de Bolívar   | Temporal de Tomás González - Antioquia · El incendio de abril de Miguel Torres - Bogotá, D. C. · Casablanca, la bella de Fernando Vallejo - Antioquia · El cuervo blanco de Fernando Vallejo - Antioquia | Margarita Valencia Martín Kohan Elkin Obregón Marco Schwartz Conrado Zuluaga |
| 2016 | Octavio Escobar Giraldo | Manizales - Caldas              | Después y antes de Dios | Mediocristán es un país tranquilo de Luis Noriega - Valle del Cauca · La forma de las ruinas de Juan Gabriel Vásquez - Bogotá, D. C. · La Oculta de Héctor Abad Faciolince - Antioquia · Una casa en Bogotá de Santiago Gamboa - Bogotá, D. C. | Guillermo Martínez Juan Diego Mejía Jerónimo Pizarro                         |
| 2018 | Roberto Burgos Cantor   | Cartagena - Bolívar             | Ver lo que veo          | Criacuervo de Orlando Echeverri Benedetti - Bolívar · La Perra de Pilar Quintana - Valle del Cauca · La cuadra de Gilmer Mesa Sepúlveda - Antioquia · Declive de Antonio García Ángel - Valle del Cauca | Luis Fayad Liliana Ramírez Álvaro Enrigue Soler                              |
| 2020 | Julio Paredes           | Bogotá, D. C.                   | Aves inmóviles          | Cómo maté a mi padre de Sara Jaramillo Klinkert - Antioquia · Dos aguas de Esteban Duperly - Antioquia · Guayacanal de William Ospina - Tolima · El médico de Pérgamo de Orlando Mejía - Bogotá, D. C. | Claudia Piñero Pilar Quintana Mario Barrero                                  |
| 2022 | José Zuleta Ortiz       | Bogotá, D. C. / Valle del Cauca | Lo que no fue dicho     | Absolutamente todo de Rubén Orozco - Antioquia · Río muerto de Ricardo Silva Romero - Bogotá, D. C. · El asedio animal de Vanessa Londoño - Bogotá, D. C. · Camas gemelas de Paola Caballero Daza - Bogotá, D. C. | Martha Canfield Fanny Buitrago Luis Fernando Afanador                        |
| 2024 | María Ospina Pizano     | Bogotá, D. C.                   | Solo un poco aquí       | Peregrino transparente de Juan Sebastián Cárdenas Cerón - Cauca · El buey descalzo de Hugo Chaparro Valderrama - Bogotá, D. C. · Tu sombra de Pájaro de María del Mar Escobedo - Bogotá, D. C. · Lo llamaré amor de Pedro Carlos Lemus - Atlántico · Recuerdos del río volador de Daniel Emilio Ferreira Gómez - Santander · La mano que cura de Lina María Parra Ochoa - Antioquia · Sol marchito de Álvaro Medina Amaris - Atlántico · Economía experimental de Juan José Ferro - Bogotá, D. C. · Las lectoras del Quijote de Alejandra Jaramillo Morales - Bogotá, D. C. | Octavio Escobar Giraldo Vanessa Londoño López Gabriela Cabezón Cámara        |

## Galardonados por origen
| Departamento    | Número de galardonados |
| --------------- | ---------------------- |
| Bolívar         | 1                      |
| Bogotá, D. C.   | 4                      |
| Caldas          | 1                      |
| Nariño          | 1                      |
| Valle del Cauca | 1                      |